# Forum Romanum
A Forum Romanum, vagy ahogy a rómaiak gyakrabban nevezték Forum Magnum (a mai Campo di Vaccino) az ókori Róma fő fóruma, azaz köztere, a Capitolium és Palatinus domb közötti tér volt, mely a kereskedelmi és politikai világ érintkezőhelyének számított. A terület eredetileg ingoványos hely volt, melyet Lucius Tarquinius Priscus király száríttatott ki és vétetett körül oszlopos csarnokokkal, melyek üdülésre és sétahelyül is szolgáltak. Hossza körülbelül 220, szélessége 35-50 méter, kis mérete ellenére rengeteg épület és emlékmű állt itt.
A terület a középkorban hosszú ideig a város elhanyagolt része volt. Korabeli viszonyait Piranesi: Vedute di Roma c. gyűjteményéből ismerjük (Tav.15, 16, 26, 28, 30, 32, 52, 98, 99, 100, 109, 110).

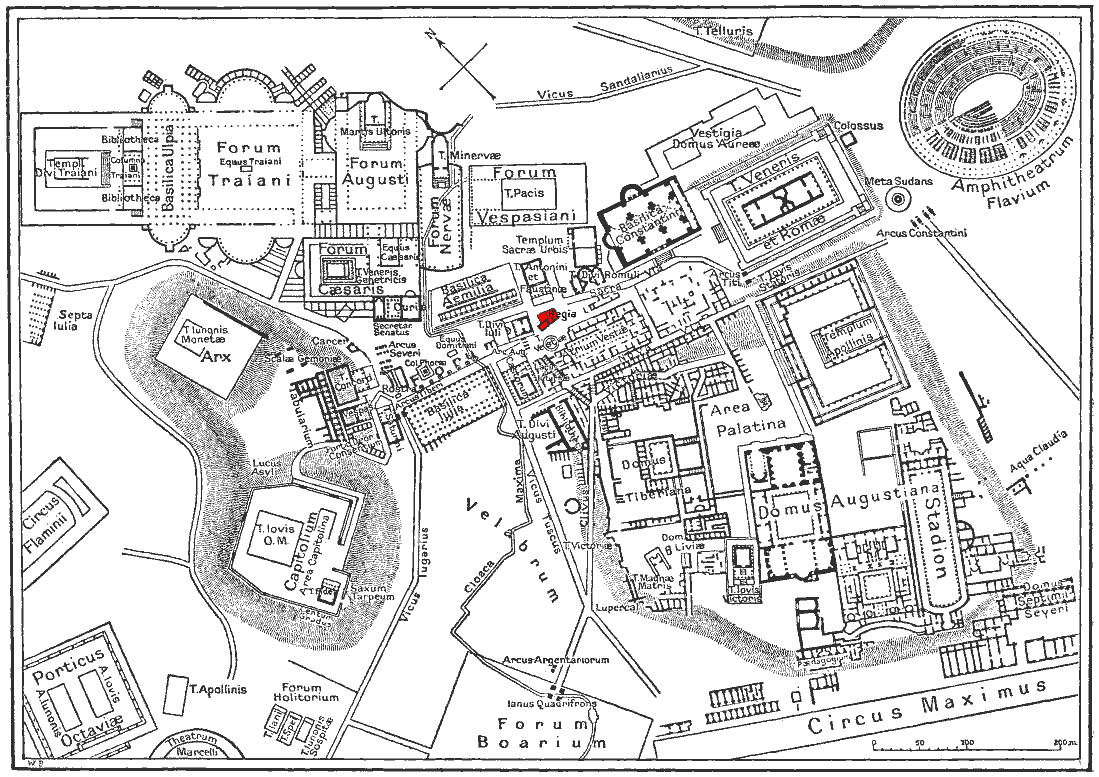
Forum

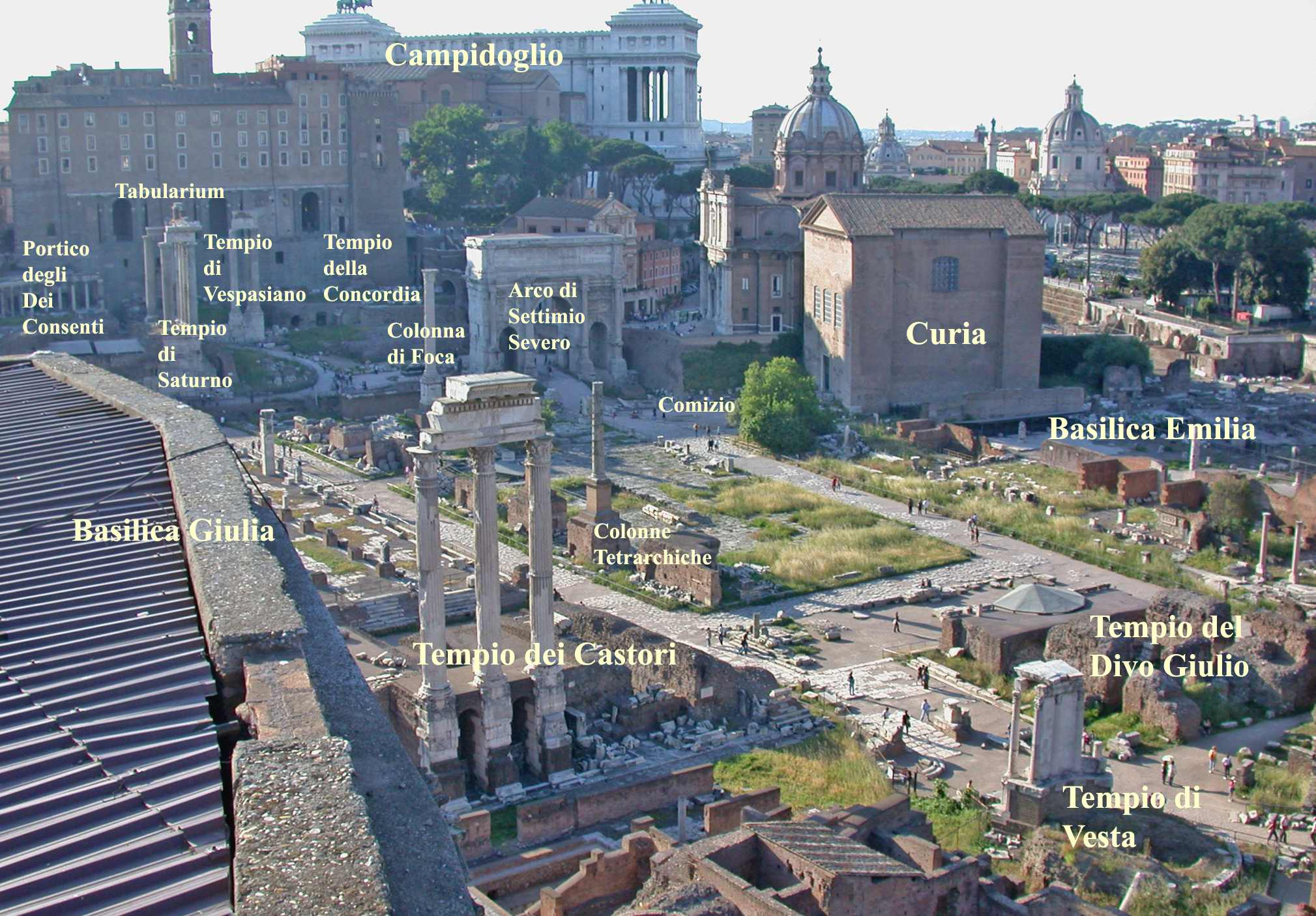
Forum Romanum épületei

## A fórum fogalma
A fórum a rómaiaknál köztér, piac, nyilvános hely a városokban vásár, gyülekezés, törvénykezés céljára építették. Az ókori Rómában hozzávetőlegesen 18 ilyen nyilvános tér volt, melyek a következő kategóriákra oszlottak:
- törvénykezés tere (forum civile)
- kereskedelmi tér (forum venale)
- marhavásár (forum boarium)
- zöldség- (holitorium), hal-, hús-, sertéspiac (piscarium, macellum, suarium) stb.

## Épületei
A Forum Romanumon több istennek is állt temploma, itt volt Saturnus, Janus és Concordia temploma a Capitolium tövében, Vesta temploma a Palatinus tövében (emellett állt a Regia nevű épület, a pontifex, azaz főpap lakása) és később a Dioskurosoké.
A Forum két részre oszlott: a tulajdonképpeni Forum Romanumra keleten, ahol régebben a plebeiusok gyülekeztek, és a másik, magasabb, nyugati részre (Comitium), amelyen eredetileg a patríciusok gyülekeztek. A Comitiumon állt többek között: a Curia Hostilia (a szenátus helye), a Carcer Mamertinus (részei: Robur, azaz börtön és Tallianum, azaz kivégző hely) és a Rostra nevű szószék.
Ahogy a város nőtt, a Forum Romanumot is bővítették, és gyönyörű oszlopos csarnokokat, úgynevezett bazilikákat építettek (ezek voltak állítólag a keresztény templomok alapjai, ilyenek voltak például a Basilica Porcia, Sempronia, Opimia, később Augustus alatt az Aemilia és főképp a Julia.) Újabb templomokat is építettek (Templum Divi Caesaris, Minervae stb.) Később térszűke miatt a Forum Romanumot észak felé is bővítették, és a hozzá fűződő újabb tereknek és építményeknek egész sorozata keletkezett (ezt nevezik összefoglalóan császár-fórumoknak).

### Ma álló épületek a Forum Romanum területén

#### Keleti oldalon
Ezen az oldalon helyezkedik el a bejárat,
- Via Sacra
- Antoninus és Faustina temploma
- Vaskori Nekropolisz
- Romulus temploma
- Constantinus és Maxentius bazilikája
- Vesta temploma
- Santa Francesca Romana temploma
- Antiquarium Forense
- Titus diadalíve

#### Nyugati oldalon
- Curia
- Julius Caesar temploma
- Castor és Pollux temploma
- Basilica Aemilia
- Phocas oszlopa
- Basilica Iulia
- Rostra
- Saturnus temploma
- Porticus Deorum Consentium
- Concordia temploma
- Forum
- Santi Luca e Martina
- Tabularium
- Septimius Severus diadalíve

### Császárfórumok
- Caesar Fóruma
- Nerva Fóruma
- Augustus Fóruma
- Traianus fóruma